# Glyptothorax siamensis
Glyptothorax siamensis är en fiskart som beskrevs av Hora 1923. Glyptothorax siamensis ingår i släktet Glyptothorax och familjen Sisoridae. IUCN kategoriserar arten globalt som otillräckligt studerad. Inga underarter finns listade i Catalogue of Life.